# Zubiv Mist, Kameanka-Buzka
Zubiv Mist (în ucraineană Зубів Міст) este localitatea de reședință a comunei Zubiv Mist din raionul Kameanka-Buzka, regiunea Liov, Ucraina.

## Demografie
Componența lingvistică a localității Zubiv Mist
     Ucraineană (99,56%)
Conform recensământului din 2001, majoritatea populației localității Zubiv Mist era vorbitoare de ucraineană (99,56%), existând în minoritate și vorbitori de alte limbi.